# Leshak
Leshak (serbiska: Lešak, Лешак) är en ort i Kosovo. Den ligger i den norra delen av landet, 60 km nordväst om huvudstaden Priština. Leshak ligger 451 meter över havet och antalet invånare är 1 803.
Terrängen runt Leshak är huvudsakligen kuperad. Leshak ligger nere i en dal. Runt Leshak är det ganska tätbefolkat, med 222 invånare per kvadratkilometer. Närmaste större samhälle är Leposaviq, 8,5 km sydost om Leshak. Omgivningarna runt Leshak är en mosaik av jordbruksmark och naturlig växtlighet.